# Now That's What I Call Music! 50 (série dos Estados Unidos)
Now That's What I Call Music! 50 é quinquagésima nona edição da série Now That's What I Call Music!, lançada a 6 de Maio de 2014 através da Universal Music Group. O disco estreou na primeira posição da tabela musical Billboard 200, com 153 mil unidades vendidas na semana de estreia.